# Mappa Mondo

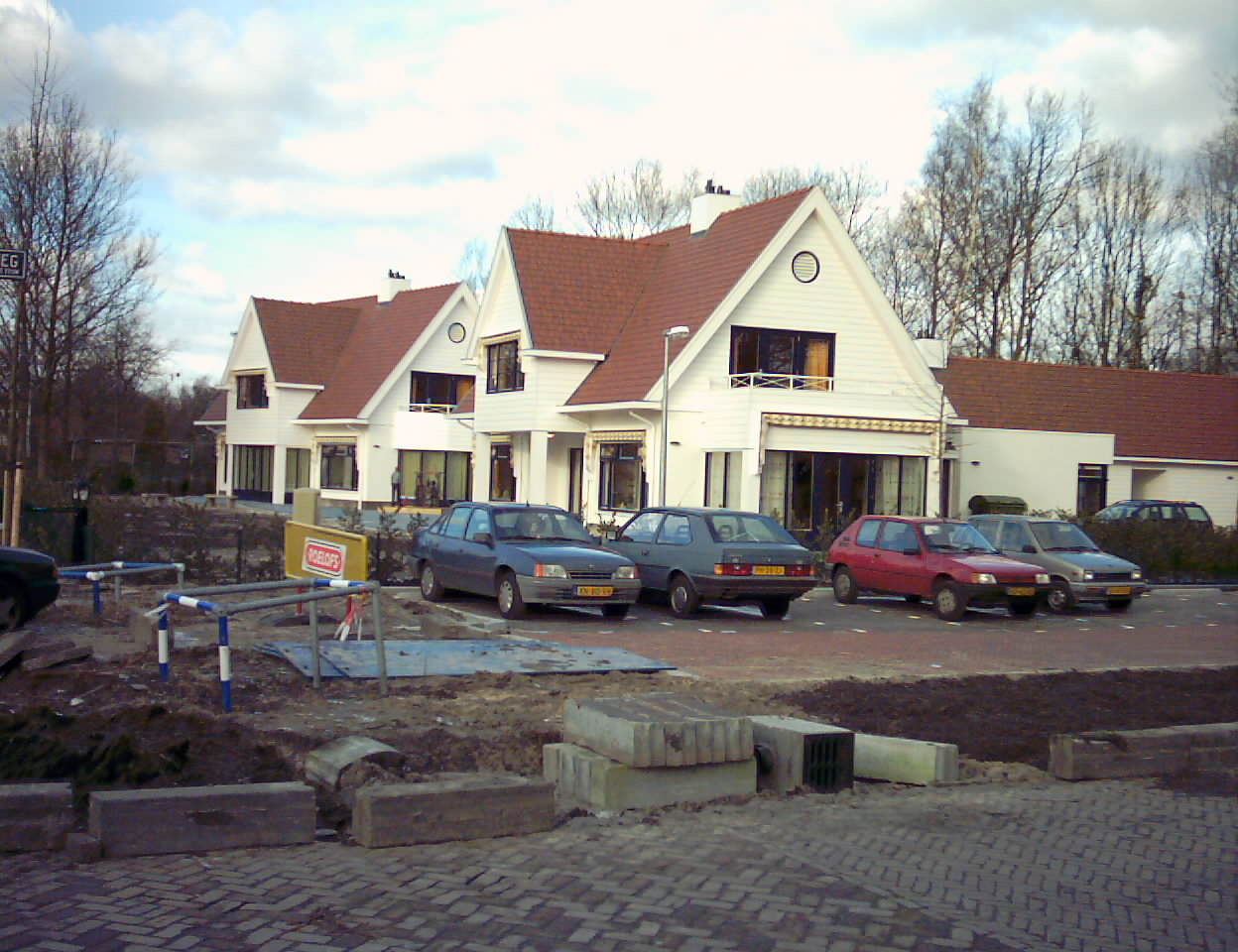
Mappa Mondo-huis in Rijswijk

Mappa Mondo (Italiaans = wereldkaart) is een organisatie van het Nederlandse Rode Kruis die zich bezighoudt met de opvang van kinderen met een levensbedreigende ziekte in de leeftijd van 0 tot 18 jaar. Om dit mogelijk te maken heeft de organisatie huizen waar de kinderen, die niet meer in een ziekenhuis hoeven te verblijven maar nergens anders heen kunnen, worden verzorgd in een huiselijke sfeer.
De huizen bestaan uit twee geschakelde woningen waarin acht tot tien kinderen kunnen verblijven.

## Vestigingen
Er bestonden in Nederland drie Mappa Mondo-huizen. Een ervan stond in Wezep, deze locatie is in 1997 in gebruik genomen. Het tweede stond in Rijswijk, Mappa Mondo Haaglanden, dat in 2002 werd geopend. Een derde Mappa Mondohuis werd geopend in Waalre bij Eindhoven. In 2015 heeft het Rode Kruis naar nieuwe eigenaars gezocht voor de huizen. Er kwamen vergelijkbare zorgaanbieders en de overheid heeft de aangepaste zorg die het Rode Kruis bood in deze huizen opgenomen in het standaard aanbod. Het Rode Kruis zag daarom dat haar taak als noodhulporganisatie hier overgenomen kon worden door andere aanbieders. Het huis in Wezep is overgenomen door ExpertCare en heeft de naam Villa ExpertCare Wezep gekregen.
In 2006 werd het Mappa Mondo-huis bij Eindhoven gesteund door middel van het tv-programma Hotel Big Brother.